# Brian Payne
Brian Payne ist ein US-amerikanischer Kriminologe, der als Professor an der Old Dominion University forscht und lehrt. 2024/15 amtierte er als Präsident der Academy of Criminal Justice Sciences (ACJS).

## Werdegang und Wirken
Payne machte 1998 einen Bachelor-Abschluss in Soziologie an der Indiana University of Pennsylvania, wo er 1990 auch das Master-Examen in Kriminologie ablegte und 1993 als Kriminologe zum Ph.D. promoviert wurde. Er war Herausgeber des American Journal of Criminal Justice und Präsident der Southern Criminal Justice Association.
Seine Forschungsinteressen liegen bei Computerkriminalität und Wirtschaftskriminalität.